# 1943年の相撲
1943年の相撲（1943ねんのすもう）は、1943年の相撲関係のできごとについて述べる。
1942年-1943年-1944年

## できごと
- 1月、新横綱・安藝ノ海、照國が誕生（同時昇進）。新大関・名寄岩誕生。

## 本場所
- 1月場所
  - 幕内最高優勝：双葉山定次（双葉山相撲道場）  - 15戦全勝（3場所連続11回目）[1]
- 5月場所
  - 幕内最高優勝：双葉山定次（双葉山相撲道場） - 15戦全勝（4場所連続12回目）[1]

## 誕生
- 1月12日 - 陸奥嵐幸雄（最高位：関脇、所属：宮城野部屋、+ 2002年【平成14年】）[2]
- 3月1日 - 栃王山裕規（最高位：前頭筆頭、所属：春日野部屋、+ 2001年【平成13年】）[3]
- 4月11日 - 松光正文（最高位：十両10枚目、所属：中村部屋）
- 4月16日 - 若見山幸平（最高位：関脇、所属：立浪部屋）[4]
- 4月21日 - 34代木村庄之助（元・立行司、所属：錦島部屋→式秀部屋→伊勢ノ海部屋）[5]
- 5月19日 - 太刀光昭洋（最高位：十両7枚目、所属：高砂部屋）
- 5月31日 - 葉山健治（最高位：十両10枚目、所属：吉葉山道場→宮城野部屋）
- 7月8日 - 朝嵐大三郎（最高位：前頭12枚目、所属：高砂部屋、+ 2023年【令和5年】）[6]
- 9月4日 - 義ノ花成典（最高位：前頭筆頭、所属：出羽海部屋、+ 2020年【令和2年】）[7]
- 11月14日 - 若晃三昌（最高位：十両11枚目、所属：高嶋部屋→熊ヶ谷部屋→高島部屋）
- 11月15日 - 二子岳武（最高位：小結、所属：花籠部屋→二子山部屋）[2]
- 12月10日 - 禊鳳英二（最高位：前頭2枚目、所属：出羽海部屋→九重部屋）[8]
- 12月14日 - 嵐山次郎（最高位：前頭12枚目、所属：宮城野部屋）[9]
- 12月25日 - 白田山秀敏（最高位：前頭4枚目、所属：高砂部屋）[10]

## 死去
- 2月19日 - 有明吾郎（最高位：小結、所属：伊勢ノ海部屋、年寄：式守秀五郎、* 1875年【明治8年】）[11]
- 3月3日 - 2代小錦八十吉（最高位：小結、所属：二十山部屋、年寄：二十山、* 1887年【明治20年】）[12]
- 5月16日 - 大錦大五郎（第28代横綱（大阪相撲）、* 1883年【明治16年】）[13]
- 5月23日 - 綾瀬川山左エ門（最高位：前頭5枚目格付出（大阪関脇）、所属：尾車部屋、* 1876年【明治9年】）[14]
- 7月12日 - 石山曻之助（最高位：前頭筆頭、所属：雷部屋、* 1891年【明治24年】）[15]
- 7月29日 - 小九紋竜梅吉（最高位：小結（大阪相撲）、所属：時津風部屋、* 1883年【明治16年】）
- 9月12日 - 鉄甲宗五郎（最高位：前頭15枚目格付出（大阪大関）、所属：熊ヶ谷部屋、年寄：朝日山、* 1888年【明治21年】）[16]
- 9月16日 - 七尾潟直右エ門（最高位：十両筆頭、所属：立浪部屋、* 1905年【明治38年】）
- 9月23日 - 三舩浪盛吉（最高位：十両5枚目（現役没）、所属：浅香山部屋→井筒部屋、* 1914年【大正3年】）
- 10月23日 - 若嶌權四郎（第21代横綱（大阪相撲）、* 1876年【明治9年】）[13]
- 11月19日 - 宮城山福松（第29代横綱、所属：出羽海部屋→高田川部屋、年寄：芝田山、* 1895年【明治28年】）[17]
- 12月1日 - 男嶌舟藏（最高位：前頭12枚目、所属：秀ノ山部屋→出羽海部屋、* 1878年【明治11年】）[18]